# السریو
السریو (به ایتالیایی: Alserio) یک سکونتگاه مسکونی در ایتالیا است که در استان کومو واقع شده‌است.

## خصوصیات
السریو ۱٫۹ کیلومترمربع مساحت و ۱٬۱۲۷ نفر جمعیت دارد.